# Coupe de France féminine de rugby à XV 2022-2023
Navigation
Coupe de France 2021-2022 Coupe de France 2023-2024
La coupe de France féminine de rugby à XV 2022-2023 oppose les douze meilleures équipes françaises féminines de rugby à XV, celles qui participent au championnat d'Élite 1. La compétition est organisée durant les périodes internationales où les équipes nationales disputent la Coupe du monde en Nouvelle-Zélande et le Tournoi des Six Nations féminin 2023.
La saison se déroule selon une formule composée d'une phase qualificative et d'une phase finale. Lors de la phase qualificative, les équipes disputent 6 rencontres, 3 réceptions et 3 déplacements. Les deux meilleures équipes de chaque poule sont qualifiées pour les demi-finales.
Les équipes ayant participé à l'ensemble des rencontres de la phase qualificative remportent une bonification de 3 points pour le championnat d'Élite 1.

## Résumé des résultats

### Classement de la phase qualificative
Lors de la phase qualificative, toutes les équipes disputent 6 rencontres, 3 réceptions et 3 déplacements, programmés en octobre et novembre 2022 puis en mars et avril 2023. Les rencontres de la phase qualificative sont élaborées de sorte que les associations de la poule 1 d'Élite 1 rencontrent l'ensemble des associations engagées en poule 2 d'Élite 1 et inversement.
| Rang | Club                               | J | V | N | D | Bo | Bd | Pm  | Pe  | Diff | Pts |
| ---- | ---------------------------------- | - | - | - | - | -- | -- | --- | --- | ---- | --- |
| 1    | AC Bobigny 93                      | 6 | 5 | 1 | 0 | 3  | 0  | 154 | 54  | +100 | 25  |
| 2    | Stade toulousain (T)               | 6 | 5 | 1 | 0 | 3  | 0  | 152 | 80  | +72  | 25  |
| 3    | Blagnac RF                         | 6 | 4 | 0 | 2 | 3  | 2  | 131 | 62  | +69  | 21  |
| 4    | FC Grenoble                        | 6 | 4 | 1 | 1 | 2  | 0  | 129 | 77  | +52  | 20  |
| 5    | Stade villeneuvois                 | 6 | 4 | 0 | 2 | 1  | 1  | 110 | 89  | +21  | 18  |
| 6    | Montpellier RC                     | 6 | 3 | 0 | 3 | 1  | 3  | 87  | 81  | +6   | 16  |
| 7    | Lyon olympique universitaire rugby | 6 | 2 | 0 | 4 | 2  | 3  | 101 | 101 | 0    | 13  |
| 8    | Stade rennais                      | 6 | 2 | 1 | 3 | 0  | 2  | 62  | 72  | -10  | 12  |
| 9    | ASM Romagnat                       | 6 | 2 | 0 | 4 | 1  | 3  | 78  | 75  | +3   | 12  |
| 10   | Stade bordelais                    | 6 | 2 | 0 | 4 | 0  | 2  | 97  | 149 | -52  | 10  |
| 11   | Lons Section paloise               | 6 | 1 | 0 | 5 | 0  | 0  | 60  | 171 | -111 | 4   |
| 12   | RC Chilly-Mazarin                  | 6 | 0 | 0 | 6 | 0  | 0  | 0   | 150 | -150 | 0   |

|  | Qualifié pour la phase finale |
|  | T : tenant du titre 2022      |

### Phase finale
Les deux meilleures équipes de chaque poule (d'Élite 1) sont qualifiées pour les demi-finales qui se déroulent en un match sur le terrain du mieux classé à l'issue de la phase qualificative. La finale se déroule sur terrain neutre.
|  | Demi-finales     | Demi-finales  |               |    | Finale        | Finale        |
|  | Demi-finales     | Demi-finales  |               |    | Finale        | Finale        |
|  |                  |               |               |    |               |               |
|  | 23 avril 2023    | 23 avril 2023 |               |    | 30 avril 2023 | 30 avril 2023 |
|  | 23 avril 2023    | 23 avril 2023 |               |    | 30 avril 2023 | 30 avril 2023 |
|  | AC Bobigny 93    | 38            |               |    | 30 avril 2023 | 30 avril 2023 |
|  | AC Bobigny 93    | 38            |               |    | 30 avril 2023 | 30 avril 2023 |
|  | FC Grenoble      | 19            |               |    | 30 avril 2023 | 30 avril 2023 |
|  | FC Grenoble      | 19            | AC Bobigny 93 | 14 |               |               |
|  | 22 avril 2023    |               | AC Bobigny 93 | 14 |               |               |
|  |                  | Blagnac RF    | 50            |    |               |               |
|  | Stade toulousain | Blagnac RF    | 50            | 0  |               |               |
|  | Stade toulousain |               |               | 0  |               |               |
|  | Blagnac RF       | 3             |               |    |               |               |
|  | Blagnac RF       | 3             |               |    |               |               |

#### Demi-finales
| 22 avril 2023 16 h 0 | Stade toulousain | 0 - 3 (0 - 3) | Blagnac RF | Stade Ernest-Wallon, Toulouse Arbitre : Lucile Puech |
| 22 avril 2023 16 h 0 | Rapport          |               |            | Stade Ernest-Wallon, Toulouse Arbitre : Lucile Puech |
| 22 avril 2023 16 h 0 |                  |               |            | Stade Ernest-Wallon, Toulouse Arbitre : Lucile Puech |

| 23 avril 2023 14 h 0 | AC Bobigny 93 | 38 - 19 (24 - 0) | FC Grenoble | Stade Henri-Wallon, Bobigny Arbitre : Nathalie Millet |
| 23 avril 2023 14 h 0 | Rapport       |                  |             | Stade Henri-Wallon, Bobigny Arbitre : Nathalie Millet |
| 23 avril 2023 14 h 0 |               |                  |             | Stade Henri-Wallon, Bobigny Arbitre : Nathalie Millet |

#### Finale
| 30 avril 2023 15 h 0 | AC Bobigny 93 | 14 - 50 (7 - 17) | Blagnac RF | Stade Léo-Lagrange, Bellac |
| 30 avril 2023 15 h 0 | Rapport       |                  |            | Stade Léo-Lagrange, Bellac |
| 30 avril 2023 15 h 0 |               |                  |            | Stade Léo-Lagrange, Bellac |